# Arquebisbat de Nairobi
L'arquebisbat de Nairobi (suahili:  Jimbo Kuu la Nairobi, llatí: Archidioecesis Nairobiensis) és una seu metropolitana de l'Església Catòlica a Kenya. El 2013 tenia 2.911.099 batejats sobre una població de 4.687.481 habitants. Actualment està regida per l'arquebisbe cardenal John Njue. És la Seu Primada de Kenya

## Territori
L'arxidiòcesi comprèn la província de Nairobi i els districtes civils de Kiambu i Thika (en part) a la província Central de Kenya.
La seu arxiepiscopal és la ciutat de Nairobi, on es troba la catedral de la Sagrada Família.
El territori s'estén sobre 3.271 km², i està dividit en 105 parròquies.

## Història
La prefectura apostòlica de Zanguebar va ser erigida el 26 de febrer de 1860, prenent el territori del bisbat de Saint-Denis-de-La Réunion.
El 23 d'octubre de 1883 la prefectura apostòlica va ser elevada a vicariat apostòlic.
El 16 de novembre de 1887 cedí una porció del seu territori per tal que s'erigís la prefectura apostòlica de Zanguebar meridional (avui arxidiòcesi de Dar-es-Salaam) i contextualment modificà el seu propi nom pel de vicariat apostòlic de Zanguebar septentrional.
El 21 de desembre de 1906 canvià el seu propi nom pel de vicariat apostòlic de Zanzibar.
El 24 de maig de 1929, en virtut del breu del Papa Pius XI cedí l'Oltregiuba al vicariat apostòlic de Mogadiscio.
El 25 de març de 1953 el vicariat apostòlic va ser elevat al rang d'arxidiòcesi metropolitana de Nairobi mitjançant la butlla Quemadmodum ad Nos del Papa Pius XII.
Successivament ha cedit noves porcions de territori per tal que s'erigissin noves circumscripcions eclesiàstiques: 
- el 8 de maig de 1955 per tal que s'erigís la diòcesi de Mombasa i Zanzibar (avui arxidiòcesi de Mombasa);
- el 20 de febrer de 1956 per tal que s'erigís la prefectura apostòlica de Kitui (avui diòcesi);
- el 20 d'octubre de 1959 per tal que s'erigís la prefectura apostòlica de Ngong (avui diòcesi);
- l'11 de gener de 1968 per tal que s'erigís el bisbat de Nakuru;
- el 29 de maig de 1969 per tal que s'erigís el bisbat de Machakos.

Ha rebut la visita de dos Papes: Joan Pau II la visità en tres ocasions (maig de 1980, agost de 1985 i setembre de 1995) i Francesc (novembre de 2015)

## Cronologia episcopal
- Armand-René Maupoint † (1862 - 10 de juliol de 1871 mort)
- Antoine Horner, C.S.Sp. † (1872 - 1882 renuncià)
- Jean-Marie-Raoul Le Bas de Courmont, C.S.Sp. † (23 de novembre de 1883 - 27 de novembre de 1896 renuncià)
- Emile-Auguste Allgeyer, C.S.Sp. † (17 de febrer de 1897 - 3 d'abril de 1913 renuncià)
- John Gerald Neville, C.S.Sp. † (1 de setembre de 1913 - 8 de març de 1930 renuncià)
- John Heffernan, C.S.Sp. † (15 de març de 1932 - 7 de juny de 1945 renuncià)
- John Joseph McCarthy, C.S.Sp. † (11 de juliol de 1946 - 24 d'octubre de 1971 jubilat)
- Maurice Michael Otunga † (24 d'octubre de 1971 - 21 d'abril de 1997 jubilat)
- Raphael S. Ndingi Mwana'a Nzeki (21 d'abril de 1997 - 6 d'octubre de 2007 jubilat)
- John Njue, des del 6 d'octubre de 2007

## Estadístiques
A finals del 2013, la diòcesi tenia 2.911.099 batejats sobre una població de 4.687.481 persones, equivalent al 62,1% del total.
| any  | població  | població  | població | sacerdots | sacerdots       | sacerdots       | sacerdots             | diaques | religiosos | religiosos | parròquies |
| ---- | --------- | --------- | -------- | --------- | --------------- | --------------- | --------------------- | ------- | ---------- | ---------- | ---------- |
| any  | batejats  | total     | %        | total     | clergat secular | clergat regular | batejats por sacerdot | diaques | homes      | dones      |            |
| 1949 | 54.601    | 1.238.093 | 4,4      | 83        |                 | 83              | 657                   |         | 83         | 120        |            |
| 1970 | 174.806   | 780.000   | 22,4     | 102       | 13              | 89              | 1.713                 |         | 103        | 319        | 43         |
| 1980 | 423.315   | 1.582.421 | 26,8     | 179       | 34              | 145             | 2.364                 |         | 342        | 388        | 40         |
| 1990 | 695.330   | 2.472.000 | 28,1     | 278       | 63              | 215             | 2.501                 |         | 581        | 596        | 58         |
| 1999 | 1.007.150 | 4.000.936 | 25,2     | 618       | 136             | 482             | 1.629                 |         | 1.483      | 1.108      | 71         |
| 2000 | 1.008.500 | 4.001.900 | 25,2     | 624       | 142             | 482             | 1.616                 |         | 1.402      | 1.129      | 76         |
| 2001 | 1.009.200 | 4.002.600 | 25,2     | 627       | 145             | 482             | 1.609                 |         | 1.251      | 1.161      | 77         |
| 2002 | 1.010.200 | 4.006.100 | 25,2     | 661       | 148             | 513             | 1.528                 |         | 1.373      | 1.179      | 79         |
| 2003 | 1.218.100 | 4.010.100 | 30,4     | 542       | 174             | 368             | 2.247                 |         | 1.261      | 1.019      | 87         |
| 2004 | 1.228.100 | 4.020.100 | 30,5     | 478       | 104             | 374             | 2.569                 |         | 1.290      | 1.034      | 90         |
| 2013 | 2.911.099 | 4.687.481 | 62,1     | 587       | 166             | 421             | 4.959                 |         | 1.340      | 1.384      | 105        |